# Referendarz (administracja)
Ten artykuł należy dopracować:

przedstawiono sytuację tylko z polskiej perspektywy – artykuł powinien być przekrojowy.
Pomóż go poprawić. 
Referendarz – stanowisko urzędnicze. W Polsce występuje ono:
- w służbie cywilnej w urzędach ministrów i przewodniczących komitetów wchodzących w skład Rady Ministrów, urzędach centralnych organów administracji rządowej,  Kancelarii Prezesa Rady Ministrów oraz urzędach kontroli skarbowej,
- w służbie zagranicznej

W służbie cywilnej referendarz należy do grupy stanowisk specjalistycznych. Do zatrudnienia na stanowisku referendarza konieczne jest wykształcenie wyższe, z wyjątkiem urzędów kontroli skarbowej, w których do zatrudnienia na stanowisku referendarza i starszego referendarza wystarczy średnie wykształcenie. Warunki te określa odpowiednie rozporządzenie Prezesa Rady Ministrów.
W służbie zagranicznej referendarz należał do grupy stanowisk personelu pomocniczego.